# Aureoboletus auriporus
Aureoboletus auriporus är en svampart som först beskrevs av Peck, och fick sitt nu gällande namn av Zdeněk Pouzar 1957. Aureoboletus auriporus ingår i släktet Aureoboletus och familjen Boletaceae.   Inga underarter finns listade i Catalogue of Life.